# Les Maléfices d'Halequin
Les Maléfices d'Halequin est une série de romans de fantasy de l'auteur français Marc Cantin et illustré par Jean-Emmanuel Vermot-Desroches.
Les aventures mettent en scène un trio composé d'un chevalier (Arthur de Baldaquin), d'un garçon d'auberge mi-humain mi-gnome (Garwalf) et d'une jeune fille sans bras (Torelle). Ils vont tenter de mettre la main sur l'œil de Bézoard, un précieux bouclier dérobé par le sorcier Mortemain. Mais, pour y parvenir, le trio doit traverser la mystérieuse forêt d'Halequin.

## Tomes
- Tome 1 : L'Œil de Bézoard[2],[3], Nathan, 2004
- Tome 2 : La Nuit des ghülls[4], Nathan, 2004
- Tome 3 : Le Dernier Combat[5],[6], Nathan, 2005

Les trois tomes ont été réédités en poche en 2008-2009, toujours aux éditions Nathan.